# Kargınışıklar, Demirci
Kargınışıklar là một xã thuộc huyện Demirci, tỉnh Manisa, Thổ Nhĩ Kỳ. Dân số thời điểm năm 2011 là 959 người.